# Purabá de Santa Bárbara
Pour les articles homonymes, voir Santa Barbara.
 (octobre 2020).
Purabá de Santa Bárbara, également appelée Zetillal ou Setillal, est le sixième district du canton de Santa Bárbara à Heredia, au Costa Rica. Le district se compose de plusieurs grands quartiers : San Bosco (Bosconia), Marías, Purabá, Lajas et Calle Quirós.

## Histoire
Comme le reste du canton, la zone maintenant connue sous le nom de Villa Jesús était à l'origine occupée avant l'arrivée des colons espagnols par les Huetares (en), une tribu indigène. Le roi Huetare, Cacique Garabito, a dominé la région.
Au début de 1663, le colon Joseph de Sandoval Ocampo installa des ranchs de bétail dans la région, dont un vers les zones actuelles de San Pedro et Purabá, qui s'appelait alors Tapatalanga ou Anonos.
Heredia, Barva et Alajuela, trois villes voisines, ont été peuplées et installées à la fin des années 1700. Au fur et à mesure que le commerce augmentait entre les trois villes, le canton s’est développé.
Rappelant son enfance de fabrication de poupées à partir de feuilles de plantain à Purabá, l'ancienne enseignante María Cecilia Alfaro Víquez, née en 1940, a déclaré que les routes étaient faites de galets et d'argile. La culture et l'économie de la production de canne à sucre étaient si répandues que même des enfants comme Alfaro Víquez fabriquaient des moulins à sucre. En 1949, un pont a été construit dans le quartier, béni par le prêtre catholique local.
Purabá est le plus récent district de Santa Bárbara, créé en 19762. la colonne vertébrale de l'économie de Purabá est la production agricole, en particulier la culture de la canne à sucre, même si la canne à sucre pousse mieux à des altitudes plus basses. Jusqu'en 1975, Ingenio Agroindustrial Las Marías était un acheteur de produits agricoles pour la consommation intérieure, mais il a déménagé en Grèce en 1975.

## Géographie
Comme une grande partie du Costa Rica, la Comisión Nacional de Prevención de Riesgos (Commission nationale de prévention des risques) place Purabá dans une zone à haut risque. Cela est dû à la géographie montagneuse du district, qui peut entraîner des glissements de terrain et des inondations. La partie la plus élevée de Purabá se trouve sur les pentes inférieures du massif de Barva, également connu sous le nom de volcan Barva, à 2 400 m d'altitude. La partie la plus basse, à San Juan, est à 1 000 m d'altitude. Le massif volcanique de Barva fait partie d'une chaîne de montagnes qui comprend des cônes volcaniques. Une partie de Purabá de Santa Bárbara se trouve donc dans les contreforts du volcan Barva. Plusieurs grandes rivières traversent Purabá. Il s'agit notamment de Quebrada Setillal, Rio Ciruelas, Rio Pacayas, Rio Dorita. En 2010, le canton a présenté des plans pour prévenir de futures catastrophes naturelles dans le district.

## Économie

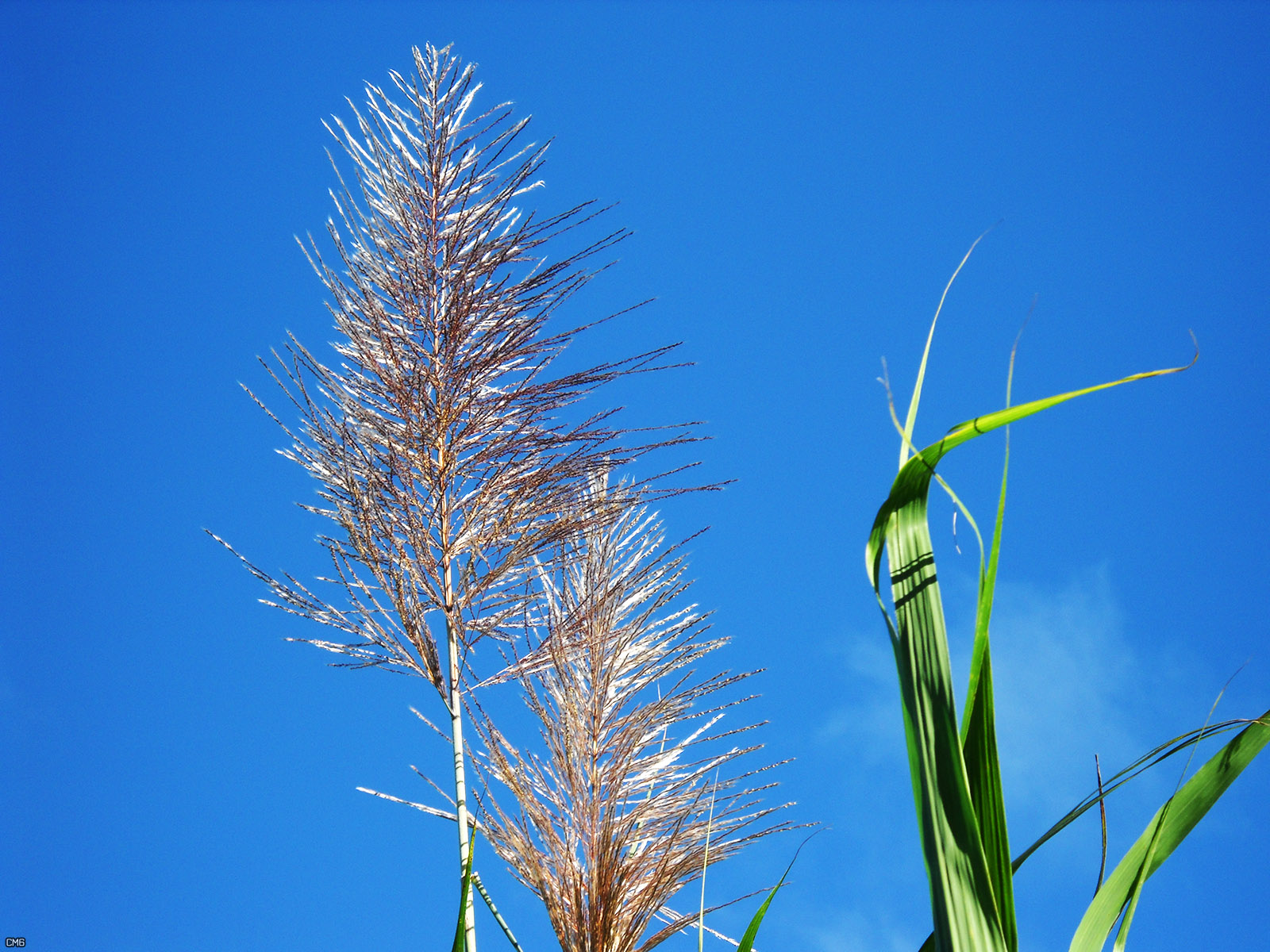
La canne à sucre a été l'épine dorsale de l'économie de Purabá

Les propriétés immobilières de Purabá, privées, publiques et ecclésiastiques, sont évaluées conformément au droit national. Il existe diverses entreprises commerciales à Purabá, notamment une pharmacie, des restaurants et des dépanneurs,.
En 2010, le canton de Santa Bárbara a prévu d'améliorer les protections environnementales de Purabá dans le but d'améliorer le tourisme. Les plans comprennent le reboisement, le nettoyage des rivières et la mise en place de zones protégées.

## Services publics et sociaux
Un EBAIS, Equipo Básico de Atención Integral en Salud (centre de soins médicaux de base), est situé dans le quartier de San Bosco, au service des résidents et des non-résidents du district. L'Église catholique dessert la région à travers l'archidiocèse d'Alajuela,. À Purabá, il y a un cimetière public tenu par le canton.
Le quartier est partiellement électrifié par l'Instituto Costarricense de Electricidad. Comme de nombreuses régions du pays, à diverses époques, Purabá a souffert de problèmes de distribution d'eau, malgré les 24 sources et puits qui existent dans la région. En raison de ces problèmes, le canton a élaboré des plans pour améliorer la distribution d'eau de Purabá avant 2020 en améliorant la livraison et en construisant une usine de traitement des eaux.
Il existe trois écoles élémentaires qui desservent tout le district: Escuela Don Bosco, Escuela Rodolfo Peter Sheider et Calle Quirós. D'ici 2020, le quartier souhaite agrandir les gymnases de l'Escuela Don Bosco et de l'Escuela Rodolfo Peter Sheider, ainsi que d'ajouter un laboratoire informatique à l'Escuela Rodolfo Peter Sheider. En plus de servir d'écoles, Escuela Don Bosco et Escuela Rodolfo servent également de centres de vote lors des élections générales et des primaires. Les étudiants du district fréquentent généralement le lycée Colegio Santa Bárbara, mais peuvent également aller aux lycées de Barva ou Heredia.